# المتشمم (مسلسل)
المتشمم (الروسية (بالأوكرانية: Нюхач)‏) (بالإنجليزية: The Sniffer) هي سلسلة تحقيقات باللغة الروسية تم إنتاجها وتصويرها في أوكرانيا بواسطة فيلم. تلفزيون UA، أنشأه وشارك في تأليفه وإخراجه أرتيوم ليتفينينكو، 

## الفكرة
المسلسل يدور حول رجل، يُعرف باسم سنيفر، لديه حاسة شم حساسة بشكل غير عادي تسمح له بالتحقيق في الجرائم من خلال الكشف عن الكميات النزرة من المواد المختلفة وتمييزها. وهو يعمل جنبًا إلى جنب مع صديق طفولته، فيكتور ليبيديف، وهو ضابط في مكتب التحقيقات الخاص.

## الممثلين والشخصيات
- كيريل كارو في دور المتشمم
- إيفان أوجانيسيان مثل العقيد. فيكتور ليبيديف
- ماريا أنيكانوفا بدور يوليا
- نينا جوغيفا بدور تاتيانا فوسكريسنسكايا
- نيكولاي تشيندياجكين في منصب الجنرال
- أليكسي زورين بدور مكسيم
- Agnė Grudytė بدور إيرينا نوردين
- فيكتور ششور كموظف SBR
- دينيس مارتينوف في دور جينا

## الإنتاج
تم عرض المسلسل لأول مرة في 11 نوفمبر 2013 على القناة التلفزيونية الأوكرانية ICTV وبدأ بثه في روسيا في 16 ديسمبر 2013، لـ 1TV، بحلول عام 2014، تم بيع السلسلة في ستين دولة.
حتى قبل عرضه الأول، تم تجديد المسلسل رسميًا لموسم ثانٍ بثمان حلقات جديدة. افتتح الموسم الثاني على 1TV في 5 أكتوبر 2015، مع التصوير السينمائي لجراهام فريك، الذي كان سابقًا رئيس قسم التصوير في Downton Abbey، 
في عام 2016، أضافت أمازون الموسم الأول إلى تشكيلة أمازون برايم، 
بحلول 31 يناير 2017، تم الانتهاء من تصوير الموسم الثالث. مثل الموسمين الأولين، يتكون الموسم الثالث من ثماني حلقات، تم تصويرها على مدار ستة أشهر. 
بدءًا من مايو 2017، تم بث الموسمين الأولين على Netflix وأضيف الموسم الثالث لاحقًا. اعتبارًا من عام 2021، لم يعد Netflix يحمل المسلسل.

## الروابط الخارجية
- المتشمم  في قاعدة بيانات الأفلام على الإنترنت (بالإنجليزية)
- The Sniffer — official page at FILM.UA site